# مايكل برولت
مايكل برولت (بالإنجليزية: Michel Brault)‏ (و. 1928 – 2013 م) هو مخرج أفلام، ومصور سينمائي، ومنتج أفلام، وكاتب سيناريو، ومونتير كندي، ولد في مونتريال، توفي في تورونتو، عن عمر يناهز 85 عاماً، بسبب نوبة قلبية.
.

## جوائز
حصل على جوائز منها:
- نيشان كيبيك الوطني من رتبة ضابط (2003)[23]
- Prix Albert-Tessier [الإنجليزية]‏ (1986)
- جائزة مولسون [الإنجليزية]‏ (1979)
- جائزة أفضل إخراج، عن عمل: Orders (1974 film) [الإنجليزية]‏ (1975)
- Canadian Screen Award for Best Cinematography [الإنجليزية]‏
- جائزة الحاكم العام للفنون الاستعراضية [الإنجليزية]‏
- Governor General's Awards [الإنجليزية]‏
- Gala Québec Cinéma [الإنجليزية]‏.

## وصلات خارجية
- مايكل برولت على موقع IMDb (الإنجليزية)
- مايكل برولت على موقع ألو سيني (الفرنسية)
- مايكل برولت على موقع أول موفي (الإنجليزية)
- مايكل برولت على موقع قاعدة بيانات الأفلام السويدية (السويدية)
- مايكل برولت على موقع إن إن دي بي (الإنجليزية)
- مايكل برولت على موقع قاعدة بيانات الفيلم (الإنجليزية)
- مايكل برولت على موقع كينوبويسك (الروسية)